# 1867 na literatura

## Eventos
- Ano da publicação de O Capital por Karl Marx e Friedrich Engels.
- Ano da elaboração da primeira gramática elementar da língua assíria.
- 1ª edição do livro As Pupilas do Senhor Reitor de Júlio Dinis.

## Nascimentos
| Data          | Nome             | Profissão                      | Nacionalidade    | Observações | Ref |
| ------------- | ---------------- | ------------------------------ | ---------------- | ----------- | --- |
| 12 de Março   | Raul Brandão     | militar, jornalista e escritor | Portugal         | m. 1930     |     |
| 22 de Março   | Guimarães Passos | poeta                          | Brasil           | m. 1909     |     |
| 28 de Junho   | Luigi Pirandello | escritor                       | Itália (Sicília) | m. 1936     |     |
| 7 de Setembro | Camilo Pessanha  | poeta do simbolismo            | Portugal         | m. 1926     |     |

## Mortes
| Data         | Nome               | Profissão | Nacionalidade | Observações | Ref |
| ------------ | ------------------ | --------- | ------------- | ----------- | --- |
| 31 de Agosto | Charles Baudelaire | poeta     | França        | n. 1821     |     |